# Río Toja
El río Toja (Toxa en gallego) es un río de la provincia de Pontevedra, Galicia, España.

## Curso
Es un afluente del río Deza y nace en el municipio de Forcarey, provincia de Pontevedra. Fluye por las parroquias de Silleda y Graba, entre otras. En el mismo municipio provoca la cascadas del Toja en Pazos, de gran belleza y valor paisajístico, poco antes de desembocar en el río Deza.